# Shake It Up: Made In Japan
Taniec rządzi w Japonii (ang. Shake It Up: Made In Japan) – specjalny 90 minutowy odcinek serialu Taniec rządzi będący jednocześnie finałem drugiej serii serialu. Premiera odbyła się 17 sierpnia 2012 roku, zaś w Polsce wyemitowany został 19 stycznia 2013.

## Fabuła
CeCe i Rocky lecą do Japonii, gdzie mają stworzyć grę video, w której są głównymi bohaterkami. Rocky planuje zwiedzić i poznać Japonię, zaś CeCe chce wykorzystać szansę i spełnić marzenie – stać się globalną gwiazdą. Nie wszystko idzie po ich myśli i dochodzi między nimi do poważnej kłótni.

### Obsada
- Bella Thorne jako CeCe Jones
- Zendaya Coleman jako Rocky Blue
- Davis Cleveland jako Flynn Jones
- Roshon Fegan jako Ty Blue
- Adam Irigoyen jako Deuce Martinez
- Kenton Duty jako Gunther Hessenheffer
- Caroline Sunshine jako Tinka Hessenheffer
- R. Brandon Johnson jako Gary Wilde
- Anita Barone jako Georgia Jones
- Buddy Handleson jako Henry Dillon
- Anna Akana jako Tomoka
- Ally Maki jako Keiko Ishizuka
- Gaku Space jako Oficer #1
- Tadashi Kondo jako Oficer #2
- Keone Young jako Pan Watanabe
- Cole Plante jako on sam
- Blue Man Group jako oni sami
- Brian Tee jako Pan Itou
- Adam Wylie jako Andy
- Deedee Rescher jako Shelly
- Amy Okuda jako Hideko
- Karen Maruyama jako Mitchie
- Albert Kuo jako Ichiro

## Piosenki
- Made In Japan
- Total Access
- The Same Heart
- Fashion Is My Kryptonite
- Where's the Party/Don't Push Me/Show Ya How (Dave Aude Medley)
- Shake It Up
- Calling All The Monsters